# Кригерштайн, Штеффи
Ште́ффи Кри́герштайн (нем. Steffi Kriegerstein; 3 ноября 1992, Дрезден) — немецкая гребчиха-байдарочница, выступает за сборную Германии начиная с 2014 года. Серебряный призёр летних Олимпийских игр в Рио-де-Жанейро, чемпионка мира, обладательница серебряной и двух бронзовых медалей чемпионатов Европы, победительница многих регат национального и международного значения.

## Биография
Штеффи Кригерштайн родилась 3 ноября 1992 года в Дрездене. Активно заниматься греблей начала в возрасте восьми лет, проходила подготовку в местном спортивном клубе WSV "Am Blauen Wunder" e.V. под руководством тренера Йенса Кюна.
Первого серьёзного успеха на взрослом международном уровне добилась в сезоне 2014 года, когда попала в основной состав немецкой национальной сборной и побывала на домашнем чемпионате Европы в Бранденбурге, откуда привезла награду бронзового достоинства, выигранную в зачёте двухместных байдарок на дистанции 1000 метров вместе с напарницей Сабриной Херинг — на финише их обошли только экипажи из Белоруссии и Венгрии. Год спустя выступила на чемпионате мира в Милане, где в паре с той же Херинг стала бронзовой призёркой на пятистах метрах и одержала победу на тысяче метрах. Ещё через год на европейском первенстве в Москве дважды поднималась на пьедестал почёта: получила серебро в двойках на пятистах метрах и бронзу в четвёрках на пятистах метрах.
Благодаря череде удачных выступлений Кригерштайн удостоилась права защищать честь страны на летних Олимпийских играх 2016 года в Рио-де-Жанейро. Стартовала здесь в программе четырёхместных байдарок на дистанции 500 метров совместно с Сабриной Херинг, Франциской Вебер и Тиной Дитце — они с третьего места квалифицировались на предварительном этапе, пропустив вперёд команды из Венгрии и Украины, затем на стадии полуфиналов финишировали первыми и пробились тем самым в главный финал «А». В решающем финальном заезде стали вторыми и завоевали серебряные олимпийские медали, уступив победившему венгерскому экипажу Габриэллы Сабо, Дануты Козак, Тамары Чипеш и Кристины Фазекаш почти секунду.